# Centaurea diffusa
Espèce
Synonymes
- Centaurea parviflora Sm., 1840[1]
- Acosta diffusa (Lam.) Soják, 1972[1]
- Acrolophus diffusus (Lam.) Á.Löve & D.Löve, 1961[1]
- Centaurea calolepis Boiss., 1846[1]
- Centaurea comperiana Steven, 1856[1]
- Centaurea cycladum Heldr., 1902[1]
- Centaurea microcalathina Tarassov, 1970[1]

Centaurea diffusa, qui a pour nom commun Centaurée diffuse, est une espèce de plante à fleurs de la famille des Asteraceae et du genre Centaurea.

## Description
La centaurée diffuse est une plante annuelle ou bisannuelle, atteignant généralement entre 10 et 60 cm de hauteur. Elle a une tige très ramifiée et une grande racine pivotante, ainsi qu'une rosette basale de feuilles avec des feuilles plus petites alternant sur les tiges dressées. Les fleurs sont généralement blanches ou roses et poussent sur des têtes en forme d'urne portées à l'extrémité des nombreuses branches. La centaurée diffuse prend souvent une forme de rosette courte pendant un an, atteint sa taille maximale, puis croît et fleurit rapidement la deuxième année. Une seule plante peut produire environ 18 000 graines.

## Répartition
Centaurea diffusa est originaire d'Asie Mineure (Turquie, Syrie), des Balkans (Bulgarie, Grèce, Roumanie), d'Ukraine et du sud de la Russie.

## Écologie
Sa fleur est butinée par l'abeille Nomioides minutissimus.

## Parasitologie
La fleur a pour parasites Terellia virens (sv), Terellia zerovae (sv), Chaetorellia acrolophi, Metzneria paucipunctella (en), Larinus minutus (en), Isocolus centaureae (nl), Urophora affinis. Le fruit a pour parasites Oxycarenus pallens, Urophora quadrifasciata. La feuille a pour parasite Tingis grisea, Jordanita budensis (de), Aceria centaureae, Jordanita globulariae, Puccinia carthami (sv), Puccinia jaceae, Aceria thessalonicae. La racine a pour parasites Pelochrista medullana (en), Sphenoptera jugoslavica (sv), Cyphocleonus achates (en). Le collet a pour parasites Ceratapion gibbirostre (pt), Ceratapion orientale, Cleonis pigra (de), Ceratapion penetrans (pt). La tige a pour parasite Phanacis centaureae (sv).

## Plante invasive en Amérique du Nord
La centaurée diffuse est considérée comme une espèce envahissante dans certaines parties de l'Amérique du Nord, s'étant établie dans de nombreuses régions du continent. C. diffusa fut identifié pour la première fois en Amérique du Nord en 1907 dans un champ de luzerne dans l'État de Washington. Les graines furent vraisemblablement transportées dans une cargaison de graines de luzerne impures provenant de quelque part dans l'aire de répartition naturelle de l'espèce. Maintenant présente dans au moins 19 états des États-Unis, elle s'est naturalisée dans tous les États contigus à l'ouest des montagnes Rocheuses ainsi que dans le Connecticut, le Massachusetts et le New Jersey. Des parties de l'ouest du Canada sont également colonisées par cette plante.
Les zones dans lesquelles la centaurée diffuse est établie sont généralement des parcours de plaine ou des bancs forestiers. Les terres récemment perturbées par des processus humains ou naturels favorisent l'établissement de la centaurée diffuse. Elle pousse dans les milieux semi-arides et arides et semble privilégier les sols légers, secs et poreux. Les zones avec de grandes quantités d'ombre ou des niveaux d'eau élevés découragent la croissance diffuse de la centaurée.
La dispersion se produit de la manière suivante :
- Agriculture : La luzerne cultivée contaminée par des graines de centaurée diffuse peut favoriser la propagation de la centaurée diffuse ;
- Faune : les animaux sauvages mangeant les graines ou transportant les graines sur leur fourrure ;
- Vent : les graines soufflées hors de leurs capsules maintenues sur la plante sont réparties sur une courte distance, mais une fois séchées, la plante peut devenir un virevoltant, roulant sur de grandes distances et libérant des graines en cours de route ;
- Eau : les cours d'eau transportent les graines dans leur écoulement sur de longues distances avant de les déposer sur un rivage où elles germent.

Le vent est le principal moyen de propagation des graines de centaurée diffuse.
En 1998, la centaurée diffuse s'était naturalisée sur plus de 26 640 km2 dans l'ouest des États-Unis et augmentait son aire de répartition à un taux de 18% par an. La centaurée diffuse peut s'établir dans les milieux herbeux, maquis et riverains. Elle a peu de valeur comme aliment pour le bétail, car ses chardons peuvent endommager la bouche et le tube digestif des animaux qui tentent de s'en nourrir.
Un contrôle efficace de la centaurée diffuse nécessite une fusion d'une gestion des terres bien exécutée, d'un contrôle biologique, d'un contrôle physique, d'un contrôle chimique et du rétablissement des espèces indigènes. Toute méthode de contrôle doit garantir que la racine est enlevée ou que la plante repoussera. De plus, la croissance de plantes indigènes dans les zones où la centaurée diffuse est éliminée doit être encouragée pour empêcher son rétablissement.
Le contrôle biologique implique l'introduction d'organismes, généralement des concurrents naturels des espèces envahissantes, dans l'environnement envahi afin de contrôler les espèces envahissantes. Depuis 1970, 12 insectes furent lâchés pour lutter contre la centaurée diffuse. Parmi ces 12, 10 se sont établis et 4 sont largement établis (Urophora affinis et Urophora quadrifasciata, le coléoptère foreur des racines Sphenoptera jugoslavica et le charançon Larinus minutus). Des recherches basées sur des modèles de simulation ont montré que pour que les agents de lutte biologique soient efficaces, ils doivent tuer leur hôte, sinon les plantes peuvent compenser en ayant une survie accrue des semis.
- Les imagos de Larinus minutus pondent leurs œufs sur les têtes de graines de la centaurée diffuse et du Rhin. Lorsque les larves émergent des œufs, elles se nourrissent des graines de leur plante hôte. Comme les femelles peuvent créer de 28 à 130 œufs et que chaque larve peut consommer une tête de graine entière, une population adéquate de Larinus minutus peut dévaster des peuplements entiers de centaurée. Les charançons adultes se nourrissent des tiges, des branches, des feuilles et des bourgeons floraux non développés. Il est originaire de Grèce et se trouve maintenant dans le Montana, Washington, Idaho et Oregon.
- Cyphocleonus achates pond environ 50 à 70 œufs sur la centaurée diffuse ou du Rhin. Les larves produites s'enfouissent dans la racine où elles se métamorphosent en forme adulte. À ce stade, elle creuse un tunnel à travers la racine jusqu'à la surface où elle se nourrit des feuilles des plantes de centaurée. Il est originaire d'Autriche, de Grèce, de Hongrie et de Roumanie et fut introduit dans l'Idaho, le Montana, Washington et l'Oregon.

Le contrôle physique de la centaurée diffuse consiste principalement à couper, creuser ou brûler pour enlever les plantes.
- Bien que la coupe de la partie aérienne de la centaurée diffuse réduise considérablement la propagation des graines, elle n'enlève pas la racine. Avec seulement sa racine encore intacte, la centaurée diffuse peut survivre et continuer à croître. Pour qu'un programme de coupe soit efficace, il doit être à long terme afin que l'effet d'une propagation réduite des graines puisse être réalisé.
- Creuser enlève à la fois la partie au-dessus du sol et la racine de la centaurée diffuse et est très efficace ; si la plante est correctement éliminée, elle ne peut ni repousser ni répandre ses graines. Le plus gros problème avec le creusement de la centaurée est qu'il est extrêmement laborieux. De plus, le sol récemment évacué doit être planté avec une espèce indigène pour éviter que la centaurée ne se réintroduise dans le sol perturbé.
- Si le feu est suffisamment grave, il peut détruire avec succès les sections aériennes et souterraines de centaurée diffuse. Cependant, des précautions doivent être prises pour s'assurer d'abord que le feu est bien maîtrisé et qu'une nouvelle communauté végétale s'est établie pour empêcher la réintroduction de la centaurée diffuse.